# Deutsches Südmährerblatt
Das Deutsche Südmährerblatt war eine österreichische Wochenzeitung, die zwischen 1904 und 1914 in Brünn erschien. Sie führte den Nebentitel Wochenschrift für die Interessen des deutschen Südmährerlandes.Chefredakteur und Herausgeber war Eduard Swoboda.